# João Baptista Martins
João Baptista Martins (3. září 1927 – 18. listopadu 1993) byl portugalský fotbalista. Byl odchovancem klubu CU Fabril z města Barreiro, dvanáct let hrál za lisabonský Sporting CP, s nímž získal pět mistrovských titulů (1951, 1952, 1953, 1954 a 1958), v sezoně 1953–1954 se stal nejlepším střelcem ligy s 31 brankami. Za reprezentaci odehrál jedenáct mezistátních utkání.
Je střelcem vůbec prvního gólu v dějinách Ligy mistrů. Došlo k tomu 4. září 1955 na Estádio do Jamor ve 14. minutě zápasu prvního kola, v němž Sporting hostil Partizan Bělehrad. Utkání skončilo nerozhodně 3:3.